# لوئی دوفونس
لوئی دوفونس (به فرانسه: Louis de Funès) هنرپیشه و کمدین فرانسوی اسپانیایی تبار بود.
او در ۳۱ ژوئیه ۱۹۱۴ میلادی زاده شد وی در سال ۱۹۷۳ دچار حمله قلبی شد و ده سال بعد در ۲۷ ژانویه ۱۹۸۳ درگذشت.
دوفونس در طول حیات خود در بیش از یکصد فیلم سینمایی و مجموعه تلویزیونی شرکت کرد که از این نظر یک هنرپیشه پرکار به‌شمار می‌آید.همچنین از او می‌توان به عنوان یکی از بهترین بازیگران و کمدین های تاریخ یاد کرد.

## فیلم‌شناسی
نام‌هایی که در زیر می‌آید نام‌هایی است برای نمایش در ایران انتخاب شده‌است و ممکن است با نام‌های اصلی متفاوت باشند.
- خوشبخت (۱۹۶۲)
- ژاندارم سنت تروپه (۱۹۶۴)
- آدم احمق (۱۹۶۴)
- رستوران بزرگ (۱۹۶۶)، بازیگر و یکی از فیلم‌نامه‌نویسان
- تعطیلات بزرگ (۱۹۶۶)
- ازدواج ژاندارم (۱۹۶۸)
- جنون عظمت طلبی (۱۹۷۱)
- ماجرای رابی ژاکوب (۱۹۷۴)
- بال یا ران (۱۹۷۶)، در ایران: آشپزباشی
- ماهیگیر زبل
- پیش به سوی بانک با گویندگی اصغر افضلی
- هالو با گویندگی مرحوم عزت الله مقبلی
- بدون گذاشتن نشانی
- شیطان و ده فرمان
- هفت گناه کبیره
- خسیس
- ناپلئون
- فانتوماس
- سوپ کلم
- ماجراهای دیوانه‌وار خاخام جیکوب
- خالکوبی
- فانتوماس در برابر اسکاتلندیارد
- فانتوماس رهاشده
- جنجال بزرگ
- دسته ژاندارم‌ها
- ژاندارم و فرازمینی‌ها
- ژاندارم و پلیس
- ژاندارم در نیویورک
- بساز بفروش
- دردسر پدربزرگ